# Osttibet
Osttibet es también conocido como el Tíbet oriental, aunque su uso más frecuente es (Tíbet interior, Mdo khams ) este término es usado para las regiones culturales tibetanas orientales de Amdo y Kham, la mayoría de las cuales pertenecen a las provincias de Qinghai, Gansu, Sichuan y Yunnan. Se considera que el Tíbet es más completo que todas las tierras altas geográficas del Tíbet por donde se entiende, el Tíbet oriental aparece en la parte oriental del Tíbet.

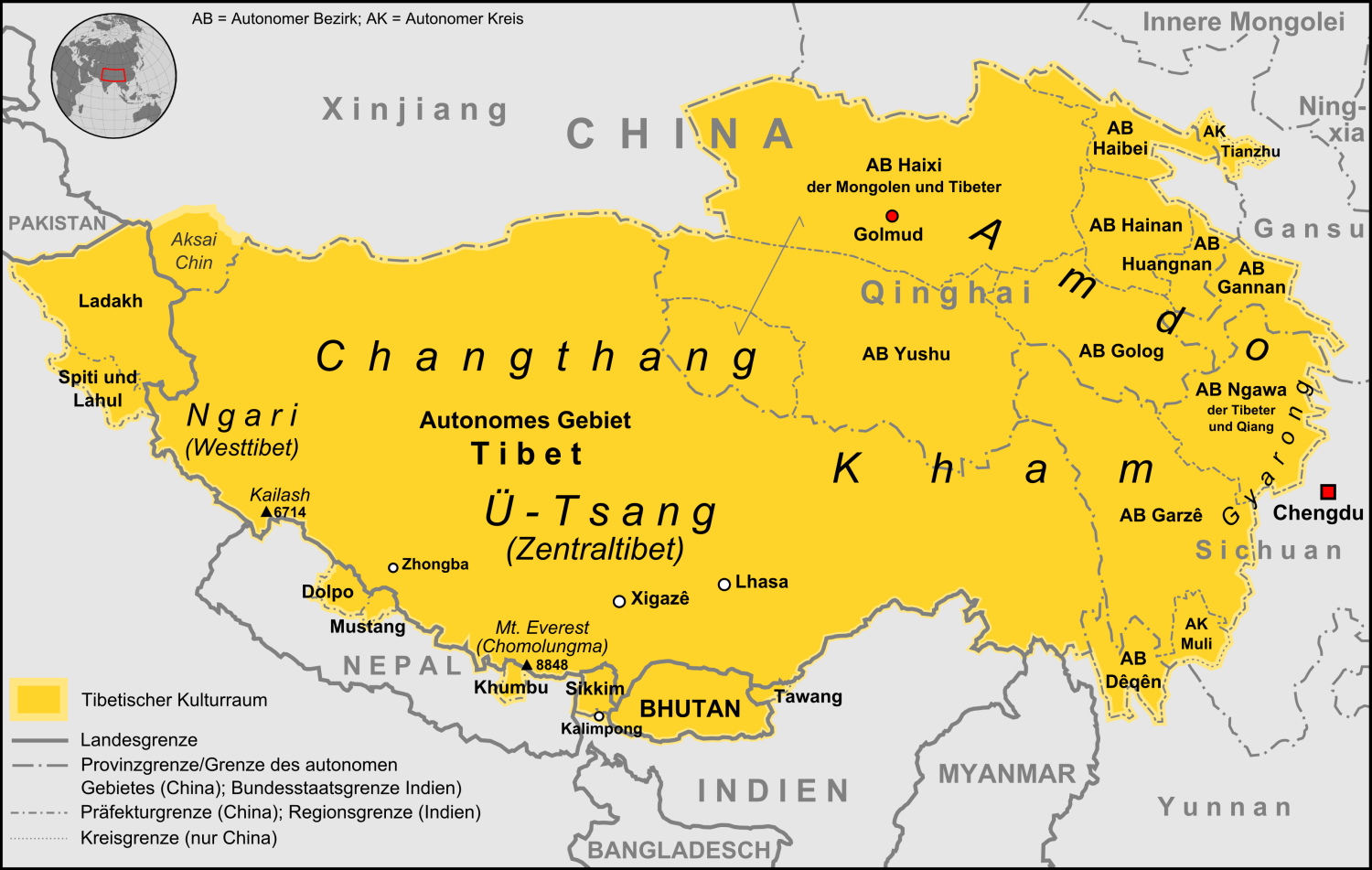
Ubicación de las regiones del este tibetano de Amdo y Kham

De hecho, las regiones del este tibetano de Amdo y Kham se pueden distinguir en gran medida por sus propias características culturales, diferentes estructuras de población y una historia que es  independiente, incluso si está estrechamente vinculada al Tíbet central. En consecuencia, los habitantes del Tíbet oriental no se llaman a sí mismos Böpa ( bod pa ), como el término tibetano para los tibetanos, sino Amdowa ( mdo pa ) y Khampa ( khams pa ).
Durante la dinastía china Qing, el territorio Amdo en 1724 y el territorio de Kham oriental en 1728 se incorporaron a las provincias chinas vecinas.  Entre 1911 y 1939, Kham fue conocido como Chuanbian (川 邊 特別 區), y posteriormente cambió su nombre a Xikang hasta 1955. Amdo estuvo administrativamente en la provincia china de Gansu desde 1723 hasta 1927 y en la provincia de Qinghai desde 1928 hasta ahora.
Estas áreas no pertenecieron al Tíbet de 1911 a 1950, ni pertenecen a la Región Autónoma del Tíbet en la actualidad, sino que forman prefecturas y condados autónomos tibetanos dentro de diferentes provincias.